# 21510 Chemnitz
21510 Chemnitz è un asteroide della fascia principale. Scoperto nel 1998, presenta un'orbita caratterizzata da un semiasse maggiore pari a 2,7514012 UA e da un'eccentricità di 0,0990545, inclinata di 2,53513° rispetto all'eclittica.